# Petronella Johanna de Timmerman
Petronella Johanna de Timmerman (ur. 1723 lub 1724, zm. 1786) – holenderska pisarka i przyrodniczka.
Jej ojcem był Pieter de Timmerman (1698-1753), kupiec i dyrektor Commercie-Compagnie, a matką Susanna van Oordt (1697-1750). Petronella de Timmerman wyszła dwukrotnie za mąż; we wrześniu 1749 roku jej pierwszym mężem został prawnik Abraham Haverkamp (zm. 1758); a 3 sierpnia 1769 (Utrecht) poślubiła naukowca i nauczyciela astronomii i filozofii Johanna Friedricha Hennerta (1733-1813). Oba małżeństwa były bezdzietne.
Wzorując się na pracy Leonharda Eulera: Lettres à une princesse d’Allemagne sur divers sujets de physique et de philosophie (1770), Petronella de Timmerman pisała prace o fizyce i filozofii, które miały być czytane przez kobiety.
Pisała także prace z historii i wiersze.

## Prace
- Bijdragen aan de bundels Ter zilvere bruiloft van den heer Pieter de Timmerman en mejuffrou Susanna van Oordt [Middelburg 1747], Huwelykszangen ter bruilofte van zyne excellentie jonker Jan van Borssele [...] en [...] jonkvrouwe Anna Margaretha Elisabeth de Coninck, Middelburg 1750.
- Op de staartstar, zich vertoonende in de jaren 1743 en 1744, Middelburg ok. 1744.
- Zegezang op de blyde inkomste van Z.D.H. Willem Carel Hendrik Friso [...] als stadhouder der Vereenigde Nederlanden, 1747.
- Herders- en visscherszang op den algemeenen vrede, gesloten te Aken den XVIII van wynmaand MDCCXLVII, Middelburg 1748.
- Nagelaatene gedichten, uitgegeven door haar echtgenoot Joh. Fred. Hennert, Utrecht 1786 (wraz z biografią pisarza).